# Zygmunt Marczenko

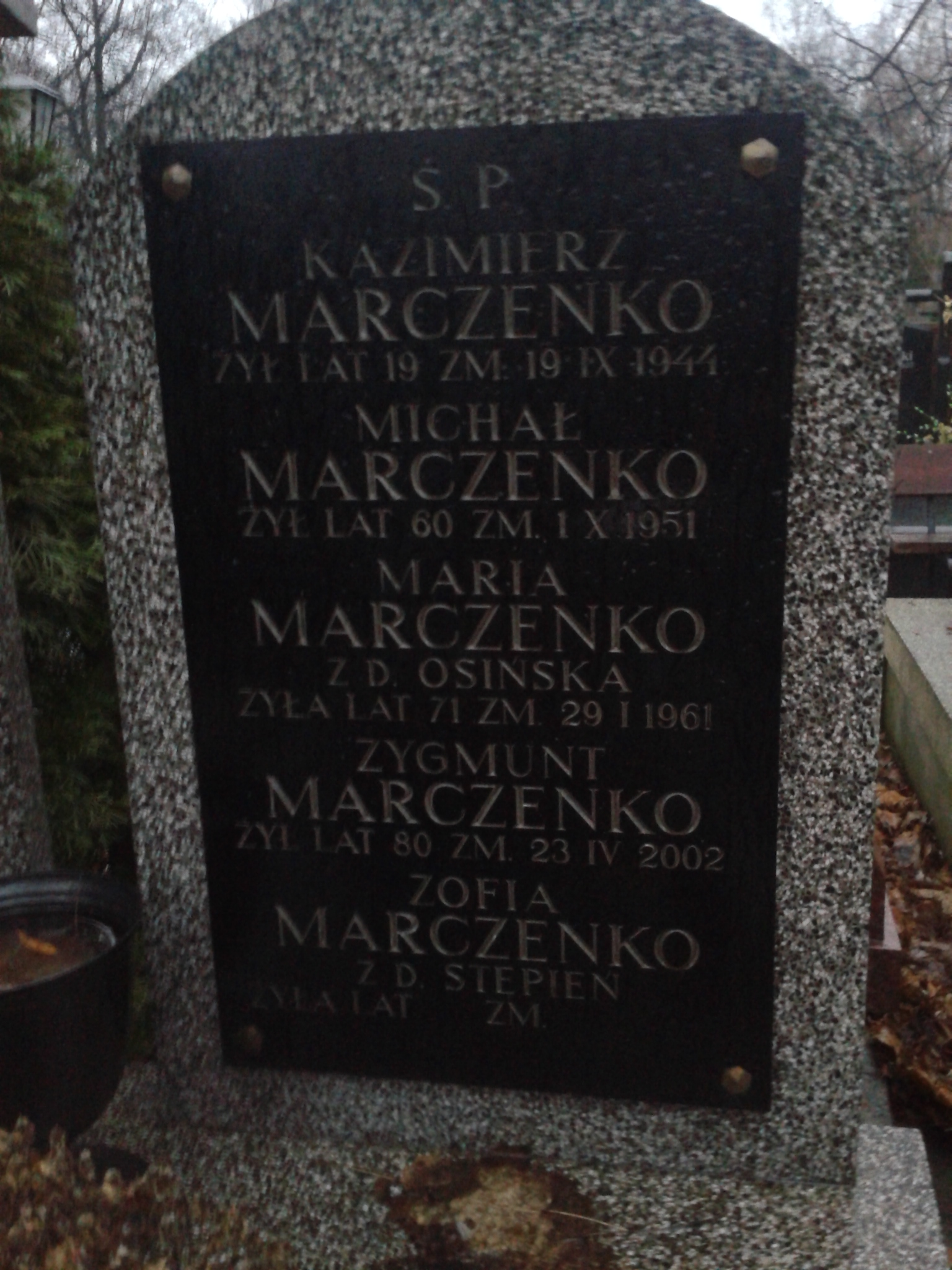
Epitafium nagrobne prof. Zygmunta Marczenki na cmentarzu Bródnowskim w Warszawie

Zygmunt Marczenko (ur. w 1922, zm. w 2002) – polski chemik, profesor chemii analitycznej i chemii nieorganicznej.
Uczeń I Państwowego Gimnazjum i Liceum im. Stefana Batorego w Warszawie. Od 1971 roku był profesorem Politechniki Warszawskiej. Był także członkiem Międzynarodowej Unii Chemii Czystej i Stosowanej w latach 1976–1993. Tematem jego badań były m.in. analiza śladowa, metody spektrofotometryczne. Wraz z Jerzym Minczewskim był współautorem popularnego podręcznika akademickiego „Chemia analityczna” (wydana w 1965). Poza tym, wydał także monografie „Spektrofotometryczne oznaczanie pierwiastków” (1979) i „Spectrochemical Trace Analysis for Metals and Metalloids” (1995). Członek Komitetu Chemii Analitycznej Polskiej Akademii Nauk (zastępca przewodniczącego) oraz Komitetu Nauk Chemicznych PAN.
W 2000 roku został odznaczony Medalem Wiktora Kemuli. Odznaczony także Krzyżem Kawalerskim Orderu Odrodzenia Polski, Medalem Komisji Edukacji Narodowej oraz Medalem 40-lecia Polski Ludowej.
Został pochowany na cmentarzu Bródnowskim (kw. 45A, rząd 4, grób 20).